# هوانگ شین هه
هوانگ شین هه (کره‌ای: 황신혜؛ زادهٔ ۱۶ آوریل ۱۹۶۳) با نام تولد هوانگ جونگ مان (کره‌ای: 황정만)، بازیگر اهل کره جنوبی است.

## حرفه
هوانگ شین هه در حال تحصیل در کالج فنی این‌ها بود تا مهماندار هواپیما شود؛ این کالج در سال ۱۹۵۸ به‌عنوان زیرمجموعه‌ای از مؤسسه فناوری اینها (که بعدها به دانشگاه اینها تبدیل شد) تأسیس شد. در همین دوران، فعالیت حرفه‌ای خود را به‌عنوان مدل برای برند لوازم آرایشی تِپ‌یونگ‌یانگ آغاز کرد. او در سال ۱۹۸۳، در حالی که هنوز دانشجو بود، با بازی در مجموعه تلویزیونی پدر و پسر وارد دنیای بازیگری شد و به‌سرعت با لقب «کامل‌ترین چهره در کره» به شهرت رسید. نخستین فیلم سینمایی‌اش، روزهای شیرین جوانی ما (۱۹۸۷) به کارگردانی به چانگ هو بود که در آن نقش زنی مطلقه را بازی می‌کرد که با عشق واقعی‌اش ازدواج می‌کند. هوانگ شین هه همچنین در مجموعه‌ای از فیلم‌های به کارگردانی پارک چول سو، از جمله نخستین همکاری‌شان در فیلم زنی که روی آب راه می‌رفت به ایفای نقش پرداخت.

## فیلم‌شناسی
گزیدهٔ فیلم‌شناسی
- پسر سبزی‌فروش (۲۰۱۱)
- تهیه‌کنندگان (۲۰۱۵)
- افسانه دریای آبی (۲۰۱۶)
- داستان عشق خانگی (۲۰۲۰)